# Kuno van Dijk

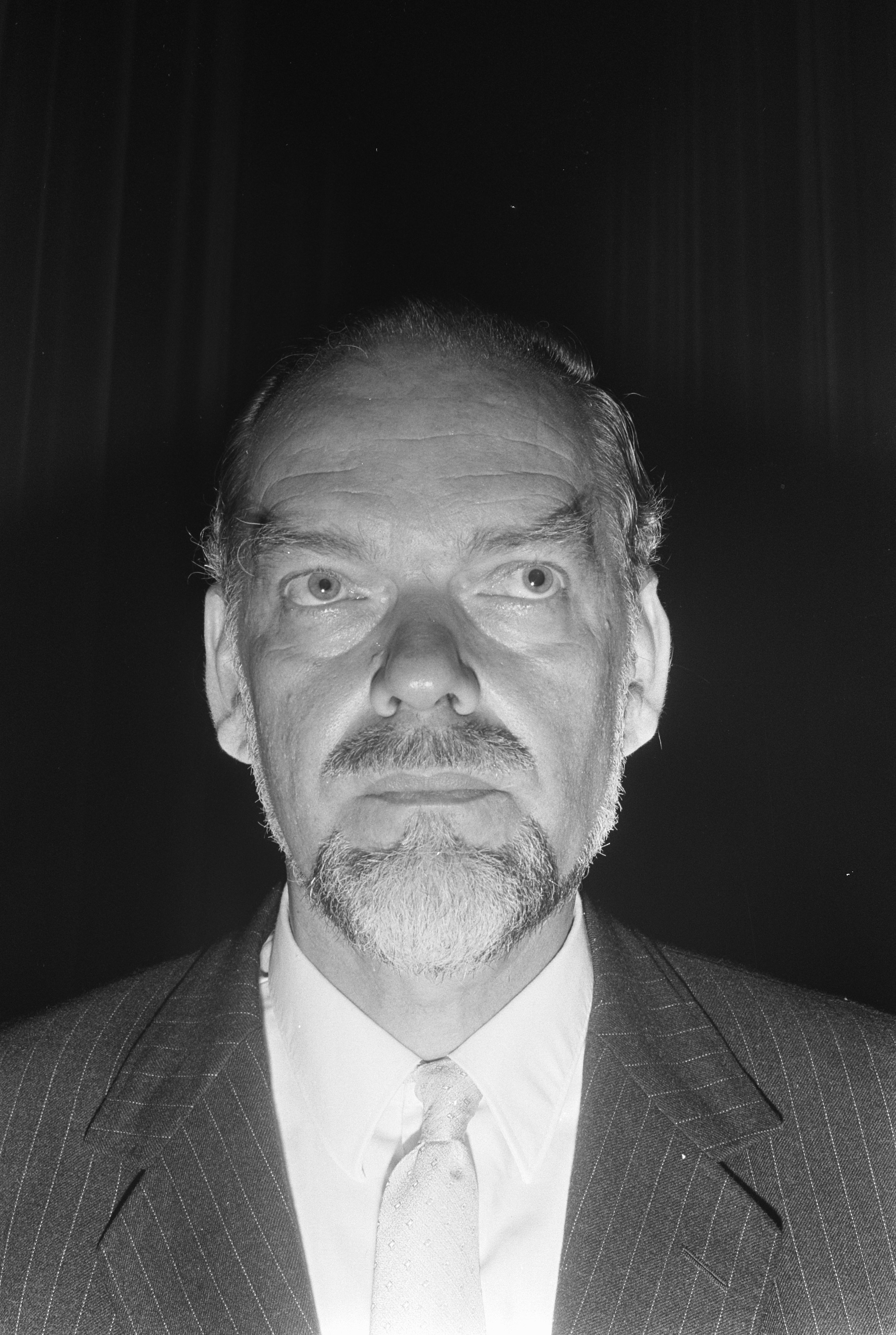
Kuno van Dijk (1972).

Wybe Kuno van Dijk (Karuni, Soemba, 7 januari 1924 – Paterswolde, 31 augustus 2005) was een Nederlands hoogleraar en psychiater. Van 1963 tot 1985 werkte hij als hoogleraar psychiatrie aan de Rijksuniversiteit Groningen.

## Bi-culturele achtergrond

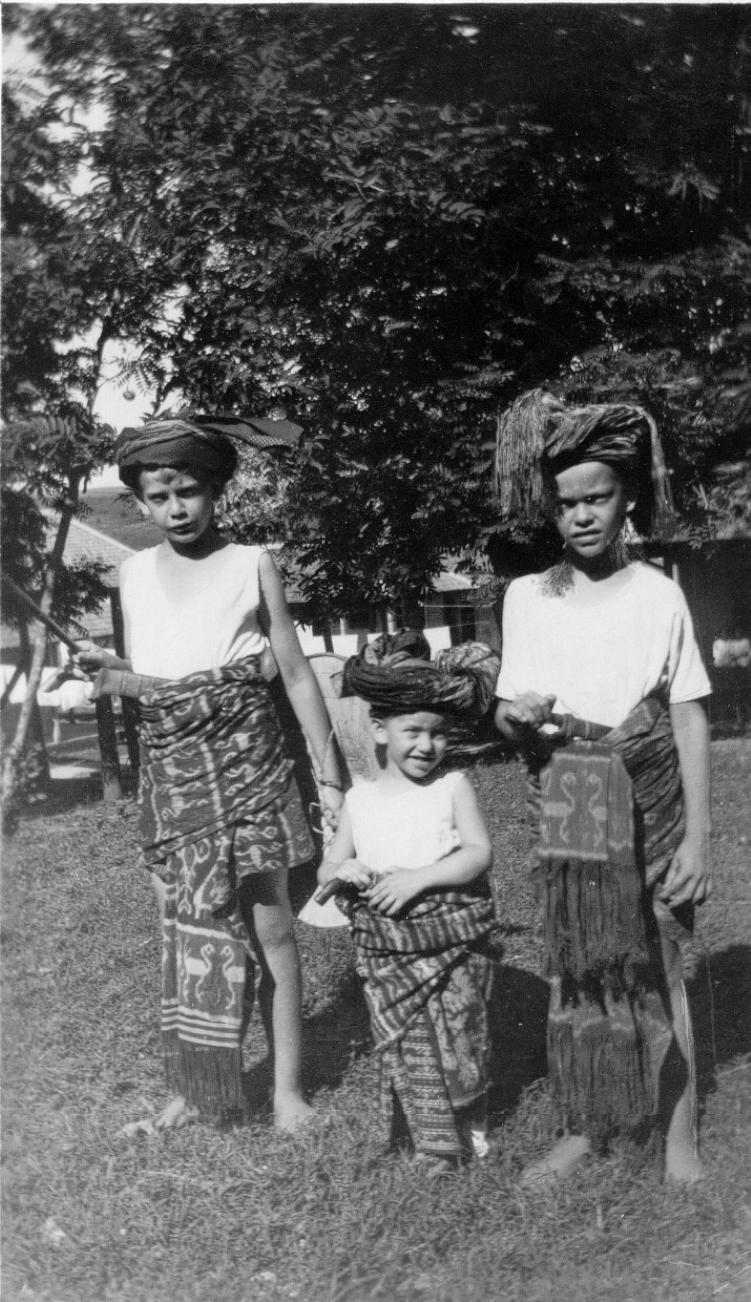
Kuno van Dijk op Soemba met zijn broers Jan (links) en Sweer (rechts) (ca.1930)

Van Dijk werd op Soemba (Nederlands-Indië) geboren als zoon van de zendeling Wiebe van Dijk en zijn vrouw Kuna Sweers. Tot twaalfjarige leeftijd ontving hij onderwijs van zijn moeder. Daarna vertrok hij naar Nederland om daar het gymnasium te volgen.
Zijn bi-culturele achtergrond had een grote invloed op zijn verdere leven. "Ik kreeg als het ware met de paplepel een oog voor de relativiteit van het menselijk gedrag ingegoten." en "Ik ben daardoor altijd geweldig nieuwsgierig geweest naar wat iemand drijft en dat is eigenlijk een goede eigenschap voor een psychiater."

## Opleiding
Hij startte kort na de Tweede Wereldoorlog met zijn artsenstudie aan de Universiteit Utrecht en volgde daar de eerste colleges psychiatrie bij professor Henricus Cornelius Rümke. In de jaren vijftig volgde hij de psychiatrisch-neurologische opleiding tot psychiater en psychoanalyticus bij prof. Kraus, prof. Jan Droogleever Fortuyn en Th. Hart de Ruyter. 
In 1956 werd hij ingeschreven als zenuwarts en consulent bij het Gereformeerd Bureau voor Huwelijks- en Gezinsmoeilijkheden. In 1958 begon hij zijn psychoanalytische opleiding; in 1963 studeerde hij bij prof. P. Baan aan de Rijksuniversiteit Groningen cum laude af als doctor in de geneeskunde met een proefschrift over de psychogene psychose. Van Dijk komt in zijn dissertatie tot de definitie van een psychose als "een diepgaande stoornis in gedrag en beleven, waarbij sprake is van een desintegratie van de persoonlijkheid en een ernstige stoornis in de relatie met de realiteit."

## Werk

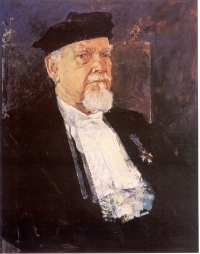
Kuno van Dijk (geschilderd door Thijn Roebroeck). Het portret hangt in de Faculteitskamer Geneeskunde, Academiegebouw, Broerstaat 5 te Groningen

Van 1953 tot 1985 was Kuno van Dijk werkzaam op de Rijksuniversiteit Groningen als arts-assistent, chef de clinique (1957) en vanaf 1963 als hoogleraar psychiatrie. Hij volgde in die laatste functie professor P.A.M.Baan op die een baan aanvaardde als hoofd van de afdeling geestelijke gezondheid van de Wereldgezondheidsorganisatie. Later werd het Pieter Baan Centrum naar hem genoemd. In 1969 werd hij hoogleraar-directeur van de nieuw gebouwde psychiatrische kliniek. Deze nieuwe kliniek kreeg, ook door de bouwwijze, een meer open karakter dan de oude kliniek. De polikliniek kreeg een nieuw, breed palet aan behandelingsmogelijkheden.

### Synthese
Geïnspireerd door en opgeleid in de theorieën van Sigmund Freud gaf hij ruimte aan de verschillende invalshoeken van de psychiatrie. Hij trachtte de biologische, sociologische, en de psychologische en psychotherapeutische invalshoeken met elkaar te integreren. Daartoe trok hij een aantal nieuwe stafleden aan waaronder H.M. van Praag (eerste hoogleraar biologische psychiatrie in Nederland), R. Giel (sociale psychiatrie) en de opvolger van Van Praag R. van de Hoofdakker. Hij onderhield nauwe contacten met de afdeling Neurologie (Minderhoudt) en Klinische Psychologie (P.E. Boeke). In de nieuwe kliniek werden onder zijn leiding behandelingen aangeboden als: individuele psychotherapie, partner-, relatie-, groeps-, en gezinsbehandeling, gedragstherapie, farmacotherapie, sociale beïnvloeding, adviseren e.d., Ook kwam er dagbehandeling en crisisopvang, en afdelingen voor Arbeidstherapie (later bezigheidstherapie). Ook de creatieve expressie therapie en de psychomotorische therapie (PMT) droeg hij een warm hart toe. Van Dijk legde begin jaren 80 de basis voor de ontwikkeling van de lichaamsgerichte therapie in Nederland. De Amerikaanse (dans)therapeut  Albert Pesso werd uitgenodigd om colleges in Groningen te geven en er werd contact gelegd met Laura Perls, de mede-oprichter van de Gestalttherapie. Van Dijk heeft jarenlang met zijn team gewerkt aan het ontwikkelen van denkmodellen om de lichaamsgerichte therapie te onderbouwen. In zijn kliniek noemde hij dat Psycho-Senso-Motorische-Therapie. Dit vak werd in samenwerking met o.a. de psycholoog en bewegingstherapeut Herman Bolhuis verder ontwikkeld tot de huidige psychomotorische therapie. 
Als geen ander wist Van Dijk zeer uiteenlopende visies op de psychiatrie te verenigen. In Nederland ontstond zo de eerste verwetenschappelijking van de psychiatrie, alhoewel van Dijk meer clinicus en didacticus dan wetenschapper was.

### Verslavingszorg
Van Dijk had ook een grote belangstelling voor de theoretische aspecten en de behandeling van verslavingsziekten. Zo werd hij in het Sanatorium voor Alcoholisten “Hoog-Hullen” in Eelde geneesheer (1957), medisch directeur (1958) en voorzitter van het Bestuur (1974). Hij stimuleerde er tal van initiatieven zoals therapeutische groepsbesprekingen en werkvergaderingen met psychiatrische diensten en Consultatiebureaus voor Alcohol en drugs. Ook ontwikkelde hij het model van de vicieuze cirkels van Van Dijk waarmee hij zijn visie gaf op de mechanismen die een rol spelen bij verslavingsproblematiek.

## Bekendheid
Landelijke bekendheid kreeg hij toen hij als psychiater de nazorg op zich nam van de gegijzelden van de treinkaping bij De Punt en door zijn voorzitterschap van de Wetenschappelijke Commissie die de regering adviseerde over vervanging van de Krankzinnigenwet door de Wet bijzondere opnemingen in psychiatrische ziekenhuizen (Wet Bopz). Ook werd hij bekend om zijn Vicieuze cirkels van Van Dijk, een model om het fenomeen verslaving inzichtelijker te maken.

## Nevenfuncties
- Hoofdredacteur Tijdschrift voor Alcohol, Drugs en Psychotrope Stoffen
- Voorzitter Werkgroep Rechtspositie Patiënten in Psychiatrische Ziekenhuizen
- Voorzitter Stichting Museum en Documentatiecentrum Geestelijke Gezondheidszorg
- Voorzitter Beroepscommissie, Nederlandse Vereniging voor Psychoanalyse
- Voorzitter commissie Rechtspositie Psychiatrische Patiënten.
- Voorzitter Bestuur Nieuw Hoog Hullen
- Decaan Medische Faculteit (Rijksuniversiteit Groningen)
- Lid Reclasseringsraad
- Lid Nationale Fonds Geestelijke Volksgezondheid
- Lid Commissie van Toezicht, Dr. S. van Mesdagkliniek, Groningen
- Lid Centrale Raad voor Gevangeniswezen (psychopatenzorg)
- Lid Centrale Raad voor de Volksgezondheid
- Lid Visitatie Commissie Psychiatrie
- Lid redactie Orgaan van de vereniging Psychiaters in Dienstverband
- Adviserend lid bestuur, Federatie Zorg voor Alcoholisten

In 1979 werd hij tot Ridder in de Orde van de Nederlandse Leeuw benoemd.
Kuno van Dijk was de laatste van een generatie charismatische psychiaters, mannen die (bijna) het hele vak overzagen, een kliniek en een vakgroep leidden, assistent-geneeskundigen het vak leerden en landelijk een invloedrijke rol speelden. Hij was van deze generatie de grootste en tegelijk de bescheidenste (H. van Berkestijn). Hij stierf op 81-jarige leeftijd te Paterswolde en werd in Eelde (Vosbergen) begraven.